# 闽江大桥

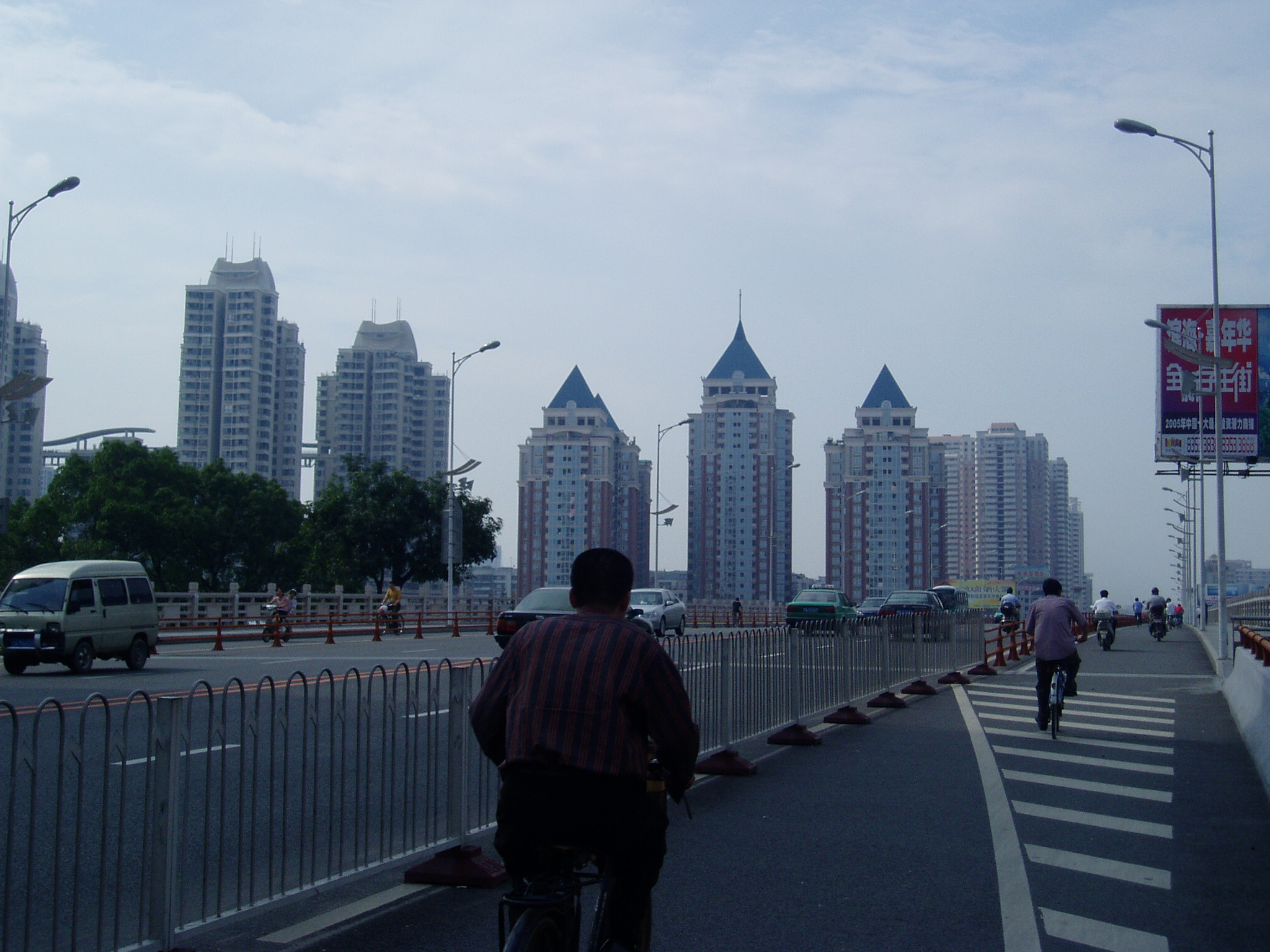
福州市闽江大桥

闽江大桥，亦称闽江二桥位于福建省福州市区，跨越闽江，连接台江仓山两区，于2005年重建。福州闽江大桥总长500米，其中主桥322米，宽32米，为六车道，已达到城市桥梁A级标准。